# Maxwell (Iowa)
Maxwell é uma cidade localizada no estado americano de Iowa, no Condado de Story.

## Demografia
Segundo o censo americano de 2000, a sua população era de 807 habitantes.
Em 2006, foi estimada uma população de 793, um decréscimo de 14 (-1.7%).

## Geografia
De acordo com o United States Census Bureau tem uma área de
3,0 km², dos quais 3,0 km² cobertos por terra e 0,0 km² cobertos por água. Maxwell localiza-se a aproximadamente 289 m acima do nível do mar.

## Localidades na vizinhança
O diagrama seguinte representa as localidades num raio de 16 km ao redor de Maxwell.